# Chépy
Chépy is een gemeente in het Franse departement Somme (regio Hauts-de-France) en telt 1277 inwoners (1999). De plaats maakt deel uit van het arrondissement Abbeville.

## Geografie
De oppervlakte van Chépy bedraagt 7,3 km², de bevolkingsdichtheid is 174,9 inwoners per km².

## Verkeer en vervoer
In de gemeente liggen de spoorwegstations Acheux-Franleu en Chépy-Valines.
De onderstaande kaart toont de ligging van Chépy met de belangrijkste infrastructuur en aangrenzende gemeenten.

## Demografie
Onderstaande figuur toont het verloop van het inwonertal (bron: INSEE-tellingen).